# Земцов, Юрий Петрович
Юрий Петрович Земцов (27 мая 1927 — 26 марта 2021) — советский хозяйственный деятель. Заслуженный машиностроитель РСФСР.

## Биография
Родился в 1927 году в селе Головинщино. Член КПСС.
С 1948 года — на хозяйственной, общественной и политической работе. В 1948—2001 гг. — инженер по счётным и математическим машинам, мастер цеха, старший контрольный мастер и начальник отдела технического контроля на Рязанском заводе счетно-аналитических машин, главный инженер, директор Рязанского завода тепловых приборов, директор Рязанского завода счётно-аналитических машин, генеральный директор акционерного общества «Рязанское производственное объединение счётно-аналитических машин», заместитель генерального директора по внешнеэкономическим связям ПРО САМ.
Делегат XXVII съезда КПСС.
Почётный гражданин города Рязани (1997).